# 헝가리의 국기

국기 비율 1:2

헝가리의 국기는 빨간색, 하얀색, 초록색 세 가지 색의 가로 줄무늬로 구성된 삼색기이며 비율은 1:2이다. 빨간색은 힘, 하얀색은 성실함, 초록색은 희망을 상징한다.

## 색상
| 색상 | 하양                  | 빨강                         | 초록                         |
| ---- | --------------------- | ---------------------------- | ---------------------------- |
| RGB  | 255–255–255 (#FFFFFF) | 205–42–62 (#CD2A3E) 팬톤1795 | 67–111–77 (#436F4D) 팬톤5545 |

## 역사
1848년부터 1849년까지 오스트리아의 지배에 대항하여 일어난 헝가리 독립 전쟁에서 처음으로 사용하였다. 기본 패턴은 프랑스 혁명 시기에 사용된 프랑스의 삼색기에서 기원했다고도 하나, 빨간색·하얀색·초록색의 기본색은 9세기 말경부터 나타났고 1608년 신성 로마 제국의 마티아스 황제(헝가리의 마차시 2세 국왕)의 통치기간 때 처음으로 사용하였다.
1867년부터 1945년까지는 국기 중앙에 왕관이 그려진 헝가리의 국장이 그려져 있었고, 1949년 공산주의 체제가 수립되던 당시에는 중앙에 망치와 밀이 그려진 국장이 있었으나 1957년 헌법 개정으로 국장이 빠졌다. 왕관이 삽입된 기는 1989년 이후 국기로써 다시 태어났다.

## 다른 깃발

상선기 (비율 2:3)
정부기 (비율 1:2)
군기 (비율 3:4)
해군기 (비율 3:4)
대통령기 (비율 2:3)
헝가리의 대통령기 (1990년 ~ 2012년)

## 역대 국기

헝가리 대공국의 국기 (895년-1000년)
헝가리 왕국 (1000년-1918년, 1920년-1946년)

### 오스트리아-헝가리 제국

오스트리아-헝가리 제국 시대의 국기 (1848년 ~ 1849년; 1867년 ~ 1869년, 비율 1:2)
오스트리아-헝가리 제국 시대의 국기 (1869년 ~ 1874년, 비율 1:2)
오스트리아-헝가리 제국 시대의 국기 (1874년 ~ 1896년, 비율 1:2)
오스트리아-헝가리 제국 시대의 국기 (1896년 ~ 1915년, 비율 1:2)
오스트리아-헝가리 제국 시대의 국기의 변형 (1896년 ~ 1915년, 비율 1:2)
오스트리아-헝가리 제국 시대의 국기 (1915년 ~ 1918년, 비율 1:2)
오스트리아-헝가리 제국 시대의 국기의 변형 (1915년 ~ 1918년, 비율 1:2)

### 헝가리 민주공화국

헝가리 민주공화국의 국기 (1918년 ~ 1919년, 비율 1:2)
헝가리 평의회 공화국의 국기 (1919년)

### 헝가리 왕국

헝가리 왕국의 국기 (1920년 ~ 1946년, 비율 1:2)
헝가리 왕국의 섭정기 (1921년 ~ 1939년)
헝가리 왕국의 섭정기 (1939년 ~ 1944년)

### 헝가리 제2공화국

헝가리 제2공화국의 국기 (1946년 ~ 1949년, 비율 2:3)
헝가리 제2공화국의 대통령기 (1948년 ~ 1950년)

### 헝가리 인민공화국

헝가리 인민공화국의 국기 (라코시 마차시 시대, 1949년 ~ 1956년, 비율 2:3)
1956년 헝가리 혁명 당시 시민들이 쓰던 기 (비율 2:3)
헝가리 인민공화국의 국기 (1956년 ~ 1957년, 비율 2:3)
헝가리 인민공화국의 정부기 (카다르 야노시 시대, 1957년 ~ 1990년, 비율 2:3)

## 같이 보기
- 헝가리의 국장
- 헝가리의 국가